# Gerardo Fontana
Gerardo Fontana (* 12. Februar 1953 in Codevigo) ist ein italienischer Filmregisseur und Drehbuchautor.

## Leben
Fontana studierte Medizin und wirkte als Theaterregisseur. 1979 inszenierte er in Ko-Regie den drei Jahre später gezeigten Linea d'ombra und drehte in regelmäßigen Abständen Spielfilme, die in wenigen Kopien in den italienischen Kinos laufen, aber wohlwollende  Reaktionen hervorrufen, so zum Beispiel der 1994 entstandene norditalienische Giallo Dietro la pianura. Gelegentlich ist er auch als Drehbuchautor für andere Regisseure aktiv. 2001 realisierte er die Fernsehserie Cento vetrine.
Daneben arbeitete Fontana immer wieder für das Theater, aber auch für die RAI und ist als Dozent beschäftigt.

## Filmografie (Auswahl)
- 1982: Linea d'ombra
- 1994: Dietro la pianura
- 2001: Cento vetrine (Fernsehserie)